# Академия Вооружённых сил Республики Узбекистан
Академия Вооружённых сил Узбекистана (узб. Oʻzbekiston respublikasi qurolli kuchlari akademiyasi) — орган по подготовке высококвалифицированных военнослужащих для Вооружённых Сил Республики Узбекистан. Первоначально он был создан как межведомственное учебное заведение, которое служит для подготовки офицеров на руководящие должности более высокого уровня. Курсанты, обучающиеся в академии, зачисляются не менее чем на 2 года. Это было первое учреждение такого рода, созданное в вооружённых силах одного из государств Центральной Азии. Школа требует, чтобы все курсанты свободно владели узбекским языком, а также имели базовые знания русского языка.

## История
Образована 2 сентября 1994 года в соответствии с постановлением Кабинета Министров Республики Узбекистан «О создании Академии Вооружённых Сил Республики Узбекистан» от 15 августа 1994 года. В январе 2017 года школу посетил президент Шавкат Мирзиёев, который дал указания по организации на её базе совершенно новой академии. Обращаясь к администрации школы, отметил важность восстановления академии, заявив следующее:

«Она займет поистине важное место в единой системе военного образования вооружённых сил Узбекистана»

Постановление о реорганизации принято указом президента от 25 апреля 2017 года. В конце 2017 года правительство Узбекистана подписало соглашение с Китаем о сотрудничестве между школой и учебными заведениями в НОАК. Примерно в то же время ректором академии стал бывший министр обороны Кабул Бердиев. В мае 2018 года министр обороны России Сергей Шойгу осмотрел исторические залы академии.

## Функции
Академия обслуживает все виды вооружённых сил, а не только Сухопутные войска Узбекистана. Курсанты академии специализируются на высшем военном командовании, научных занятиях, а также оперативном опыте старших офицеров, изучении проблем военной науки в целях повышения профессиональной и качественной подготовки офицеров и изучения практических вопросов военной политики и развития вооружённых сил. Преподавателями являются офицеры Минобороны, а также военнослужащие в отставке и специалисты ведущих высших учебных заведений.

## Учреждения
В Академии 3 факультета:
- Факультет Генерального штаба
- Командно-штабной факультет
- Факультет повышения квалификации

Выпускникам факультета Генерального штаба Академии Вооружённых Сил присваивается звание лейтенанта, диплом о высшем образовании и водительское удостоверение. Факультет Генерального штаба Академии Вооружённых Сил готовит офицеров по следующим специальностям:
- Мотострелок и командующий пограничными войсками
- Офицеры тактического управления воспитательной и идеологической работы
- Офицеры тактического командования армейской разведки
- Офицеры тактического командования фронта
- Офицеры химического тактического командования
- Офицеры инженерно-тактического командования

## Ректоры
- Владимир Махмудов (ок. 1995)[14]
- Кадыр Гуламов (1999 — 2000)[15]
- Кабул Бердиев (4 сентября 2017 — 1 мая 2018)[16]
- Полковник Шавкат Мамажонов (с 23 марта 2021)

## Известные выпускники
- Полковник Зоиржон Бозорбоев, заместитель министра обороны по тылу[17]
- Полковник Фарходжон Шерматов[18], командующий Северо-Западным военным округом[англ.]
- Полковник Улугбек Дусматов[17], заместитель командующего по воспитательной и идеологической работе Северо-Западного военного округа[англ.]
- Баходир Ташматов[англ.], командующий Национальной гвардией Узбекистана